# Feinripp

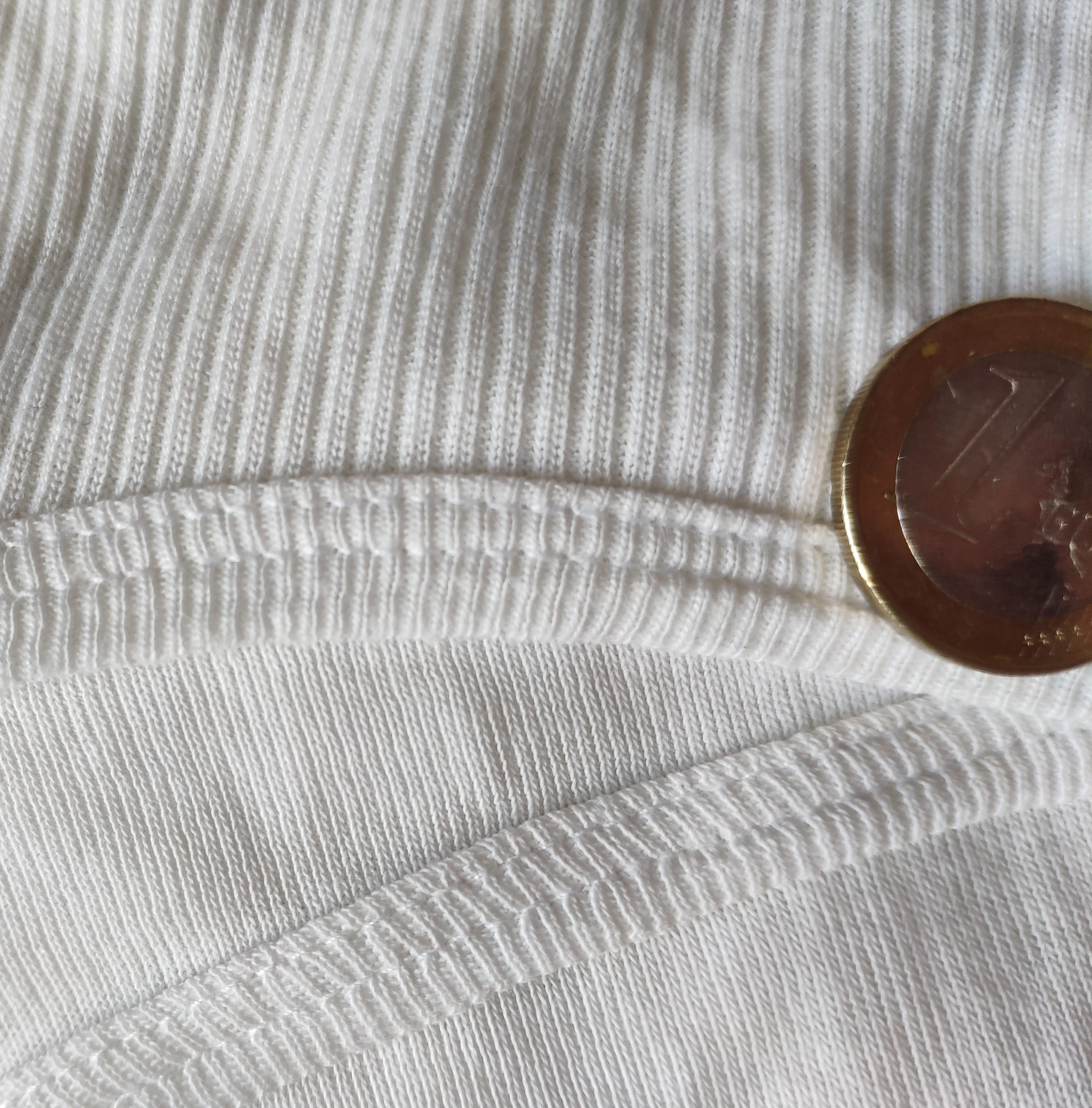
Vergleich Doppelripp (oben) mit Feinripp

Als Feinripp bezeichnet man feines, elastisches Gestrick der Bindung Ripp. Die Herstellung erfolgt auf Großrundstrickmaschinen der Maschinenfeinheit E 14 (Nadelanzahl/2,54 cm) und feiner.
Material aus feinen gekämmten Garnen, das durch deren Struktur eine leichte Elastizität besitzt, ist besonders tragefreundlich und gut geeignet für körperanliegende Schnitte. Deshalb werden aus Feinripp vor allem Unterhemden und Unterhosen (Untertrikotagen) gefertigt.
Als Faser wird heute meist Baumwolle eingesetzt.
Doppelripp ist im Vergleich zu Feinripp gröber und dehnbarer.